# Зеркальный тест

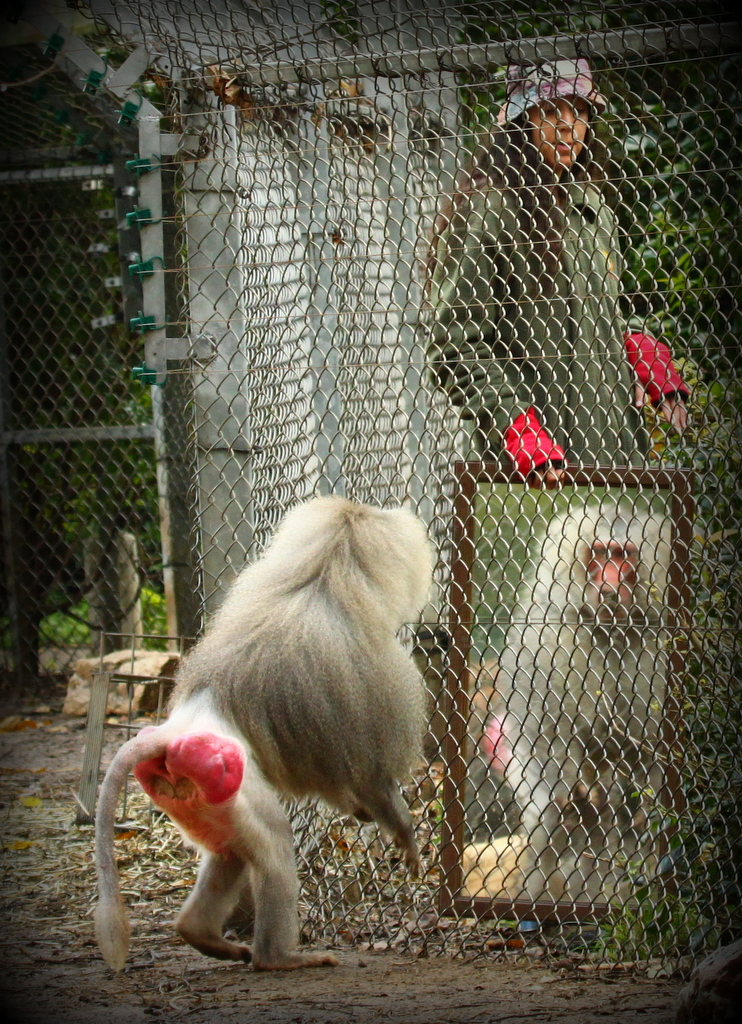
Бабуин смотрит на свое отражение

Зеркальный тест — эксперимент, разработанный в 1970 году психологом Гордоном Гэллапом-младшим, чтобы определить, обладают ли животные способностью к распознаванию себя в зеркале. Это основной индикатор самосознания у животных и признак входа в зеркальную фазу у человеческих детей в психологии развития.

## Обзор
Классический зеркальный тест. Когда животное спит, на его тело наносится метка краской без запаха. Эта метка располагается так, что может быть видна животному только в зеркале. Ведётся наблюдение за действиями животного, когда оно видит в зеркале своё отражение. В некоторых случаях поведение животного свидетельствует о понимании, что метка, видимая в зеркале, расположена на его собственном теле. Такое поведение включает поворот и расположение тела с целью лучше рассмотреть пометку в зеркале или выполнение тактильной проверки метки конечностью, одновременно глядя в зеркало.
Известно, что некоторые виды животных в состоянии пройти зеркальный тест. Дети человека приобретают эту способность в возрасте около 18 месяцев; специальная версия теста под названием «румяный тест» включает использование румяного макияжа в качестве тестового пятна и позволяет определить степень самоосознания, основываясь на реакции ребёнка на своё отражение в зеркале. Также было замечено, что некоторые животные, дети и люди, которым удалось восстановить зрение после врождённой слепоты, зачастую (по крайней мере, поначалу) воспринимают своё отражение как другое существо или персону.

## История

### Чарлз Дарвин
Зеркальный тест вдохновлен анекдотичным случаем c Чарлзом Дарвином и недовольным орангутаном. Во время посещения Лондонского зоопарка в 1838 году Дарвин имел возможность наблюдать самку орангутана по кличке Дженни во время вспышки гнева из-за того, что её раздразнил яблоком её владелец. Это заставило Дарвина задуматься над субъективными переживаниями обезьяны. В последующих наблюдениях того, насколько смышлёной и человекоподобной была Дженни, он также видел, как она смотрелась в зеркало, и подметил возможность того, что животное узнало себя в отражении.

### Гордон Гэллап-младший
В 1970 году Гордон Гэллап-младший воспроизвел первоначальный эксперимент Дарвина с двумя самцами и двумя самками шимпанзе предподросткового возраста, никто из которых, предположительно, не имел дела с зеркалом до начала эксперимента. Каждый шимпанзе был помещён на два дня в одиночную комнату. Затем в неё помещалось зеркало на всю ширину комнаты на 80 часов с периодическим сокращением расстояния. По мере знакомства шимпанзе с зеркалами записывались все их поведенческие реакции.
Поначалу шимпанзе делали угрожающие жесты в адрес собственного изображения, видимо воспринимая своё отражение угрожающим. Затем они стали использовать проекцию собственного изображения для самонаправленного поведения, такого как: груминг невидимых без зеркала частей тела, ковыряние в носу, гримасничанье и пускание пузырей в сторону своего отражения. Гэллап расширил эксперимент, изменяя внешний вид шимпанзе и наблюдая реакции на зеркало.
Основываясь на этих наблюдениях, он разработал метод, который в настоящее время имеет общепринятое название «зеркальный тест».

## Животные, успешно прошедшие тест
Виды животных, проходившие данный тест под наблюдением:
- Все гоминиды
  - Люди (как правило, не в состоянии пройти тест до возраста примерно 18 месяцев или «зеркальной фазы», как её называют в психоанализе[7][3][4]).
  - Карликовые шимпанзе[8][9]
  - Шимпанзе[1][8][10][9]
  - Орангутаны[9]
  - Гориллы — поначалу считалось, что гориллы не способны пройти тест, но в настоящее время существует несколько хорошо документированных «докладов» о гориллах (таких как Коко[11]), способных пройти тест[9].
- Афалины[12][13]
- Косатки[14]
- Слоновые[15]
- Сороки[16]

- Гигантские морские дьяволы[17] — первые рыбы, способные пройти зеркальный тест.
- Муравьи[18] — единственные известные насекомые, способные пройти зеркальный тест.
- Свиньи могут использовать визуальную информацию из зеркала для поиска еды и демонстрировать наличие самораспознавания[19].